# أشرف السعد
محمد أشرف السيد علي سعد (ولد 1 يناير، 1954) يعرف باسم أشرف السعد هو رجل أعمال مصري مقيم بلندن، كانت الحكومة المصرية قد فرضت الحراسة على ممتلكاته لمدة 15 عاما. كما كان أحد أعضاء جبهة إنقاذ مصر (ما قبل ثورة 25 يناير) المعارضة لنظام الرئيس المصري السابق حسني مبارك لفترة قصيرة قاربت 24 ساعة قبل انسحابه منها.

## حياته
ولد السعد لأسرة متوسطة في حي المنيرة بالقاهرة، وكان والده موظف بهيئة الإسكان والتعمير، تخرج في المعهد العالي للدراسات التعاونية عام 1977، وكان الأخ الوحيد لأربع شقيقات. بدأ حياته بتجارة العملة وأسس شركة السعد للاستثمار وتوظيف الأموال في فبراير من العام 1991 رفعت عليه عدة قضايا بتهمة النصب لكنه غادر مصر إلى فرنسا في نفس العام بحجة العلاج وبعد سفره بثلاثة أشهر صدر قرار بوضع اسمه علي قوائم الممنوعين من السفر. كما حكم عليه بالسجن لمدة سنتين بتهمة إصدار شيك بدون رصيد.
في يناير من العام 1993، عاد فجأة حيث أحيل إلى محكمة الجنايات لعدم إعادته 188 مليون جنيه للمودعين بالإضافة الي عدة تهم أخرى. في نهاية ديسمبر من العام 1993، أخلي سبيله بكفالة 50 ألف جنيه وشكلت لجنة لفحص أعماله المالية، ومع ذلك سافر مرة أخرى للعلاج في فرنسا منذ 4 يونيو 1995 ولم يعد حتى 5 مايو 2021 ومن الغريب أن مسؤولين بارزين كانوا من بين المودعين في شركات السعد لتوظيف الاموال إلا أنهم حصلوا على أموالهم قبل إحالته إلى المحاكمة.

## دعاوى وأحكام قضائية
- في مايو 2004، رفع دعوى قضائية في المملكة المتحدة ضد حكومة الرئيس المصري السابق حسني مبارك، حيث طالبها بدفع 60 مليون دولار أمريكي له كتعويض بسبب إجباره على بيع ما يملكه من شركات ومصانع خلال فترة توفيق أوضاعه مع الأشخاص المودعين.[4] وقد كشف أن جهاز المدعي الاشتراكي نفسه قد استولى في بداية التسعينات على أرصدته في بنك مصر الخليجي وهي أرصدة تقدر ب 18 مليون دولار و43 جنيهًا مصريًا.[4] السعد قال أنه رفع الدعوى في المملكة المتحدة وليس مصر بسبب خوفه من الاعتقال في مطار القاهرة، كما حدث له من قبل.[4]

- عام 2009 صدر حكم بإنهاء الحراسة وإعادة ما تبقى من ممتلكاته.[5]

- منذ العام 2009، بدأ السعد يظهر على قناة المستقلة ليتكلم حول مسيرته في توظيف الأموال ولنفي الاتهامات الموجهة له.

- في 11 أغسطس 2010، أفرجت السلطات المصرية عن شريكه أحمد الريان بعد أن قضى 23 عامًا تقريبًا في السجن إثر قضايا متعلقة بتوظيف الأموال وبسبب تحريره شيكات بنكية من غير رصيد قيمتها.[6]

- في العام 2012، أصدر كتابًا بعنوان «الصابئة والسعد: قصة الصعود والنجاح.. واغتيال الحلم». الكتاب يتحدث عن علاقته بالرئيس المصري السابق حسني مبارك ومسؤولين في النظام السابق.[5]

- في 5 مايو 2021، عاد السعد إلى مصر للمرة الأولى منذ 25 عامًا.[3] لقد أعتقل في مطار القاهرة الدولي. أشارت تقارير مصرية إلى التحفظ عليه بمعرفة جهة أمنية، من أجل التأكد من سلامة موقفه القانوني، وسقوط كل الأحكام التي صدرت ضده خلال غيابه، وأيضا للتأكد من عدم طلبه للمثول أمام أي جهة أمنية.[7] في 8 مايو 2021، أخلت نيابة الإسكندرية سبيله حيث عاد إلى منزله.[8]

## في التلفزيون
في العام 2011، لعب خالد سرحان دوره في مسلسل الريان حيث اختار مؤلفو المسلسل تسمية شخصيته بأمجد.

## الحياة الشخصية
تزوج السعد 11 مرة وله 9 أولاد.
في 18 سبتمبر 2011، توفيت ابنة السعد «سارة» عن 27 عامًا بعد معاناة مع المرض.

## أنظر ايضا
- أحمد الريان